# Piątek z Pankracym
Piątek z Pankracym – program telewizyjny dla dzieci emitowany od marca 1978 do 22 czerwca 1990 roku, w piątki, około 16:40, w programie pierwszym telewizji polskiej (wszystkie oryginalne zapisy wideo zostały skasowane). Prowadzącym był najpierw Zygmunt Kęstowicz, później Tadeusz Chudecki i jako ostatni Artur Barciś (wtedy program ukazywał się pod tytułem Okienko Pankracego). Scenariusze pisał Maciej Zimiński. Pankracy był lalką imitującą psa, animowaną przez Huberta Antoszewskiego.
Program zastąpił Porę na Telesfora, prowadzoną przez Zygmunta Kęstowicza, gdzie dwa smoki, Telesfor i Teodor, były lalkami, a pan Zygmunt, podobnie jak w Piątku z Pankracym, panem Zygmuntem.
Nakładem Kameleon Records z okazji Dnia Dziecka – 1 czerwca 2022 roku ukazało się dwupłytowe wydawnictwo z piosenkami z programu telewizyjnego Piątek z Pankracym.